# Aeroportul Yakubu Gowon
Aeroportul Yakubu Gowon (IATA: JOS, ICAO: DNJO) este un aeroport din Riyom⁠(d), Statul Plateau, Nigeria ce deservește zona Jos. Aeroportul a fost tranzitat în decembrie 2018 de 7.488 de pasageri.
Situat la o altitudine de 1.290 m, aeroportul dispune de o singură pistă.